# Конрадув (Нижньосілезьке воєводство)
Конрадув (пол. Konradów, нім. Konradswalde) — село в Польщі, у гміні Льондек-Здруй Клодзького повіту Нижньосілезького воєводства.
Населення — 295 осіб (2011).

## Демографія
Демографічна структура станом на 31 березня 2011 року:
|          | Загалом | Допрацездатний вік | Працездатний вік | Постпрацездатний вік |
| -------- | ------- | ------------------ | ---------------- | -------------------- |
| Чоловіки | 138     | 25                 | 104              | 9                    |
| Жінки    | 157     | 33                 | 95               | 29                   |
| Разом    | 295     | 58                 | 199              | 38                   |